# Homophylax adriana
Homophylax adriana là một loài Trichoptera trong họ Limnephilidae. Chúng phân bố ở miền Tân bắc.